# Sidragtion
Le Sidragtion désigne à la fois un évènement annuel de levée de fonds pour les personnes atteintes du VIH et l'association qui l'organise. Lancée en 2016 en France par des drag queens parisiennes, l'initiative est rapidement reprise et s'étend à d'autres villes et au monde du drag dans son ensemble.

## Origines et principe

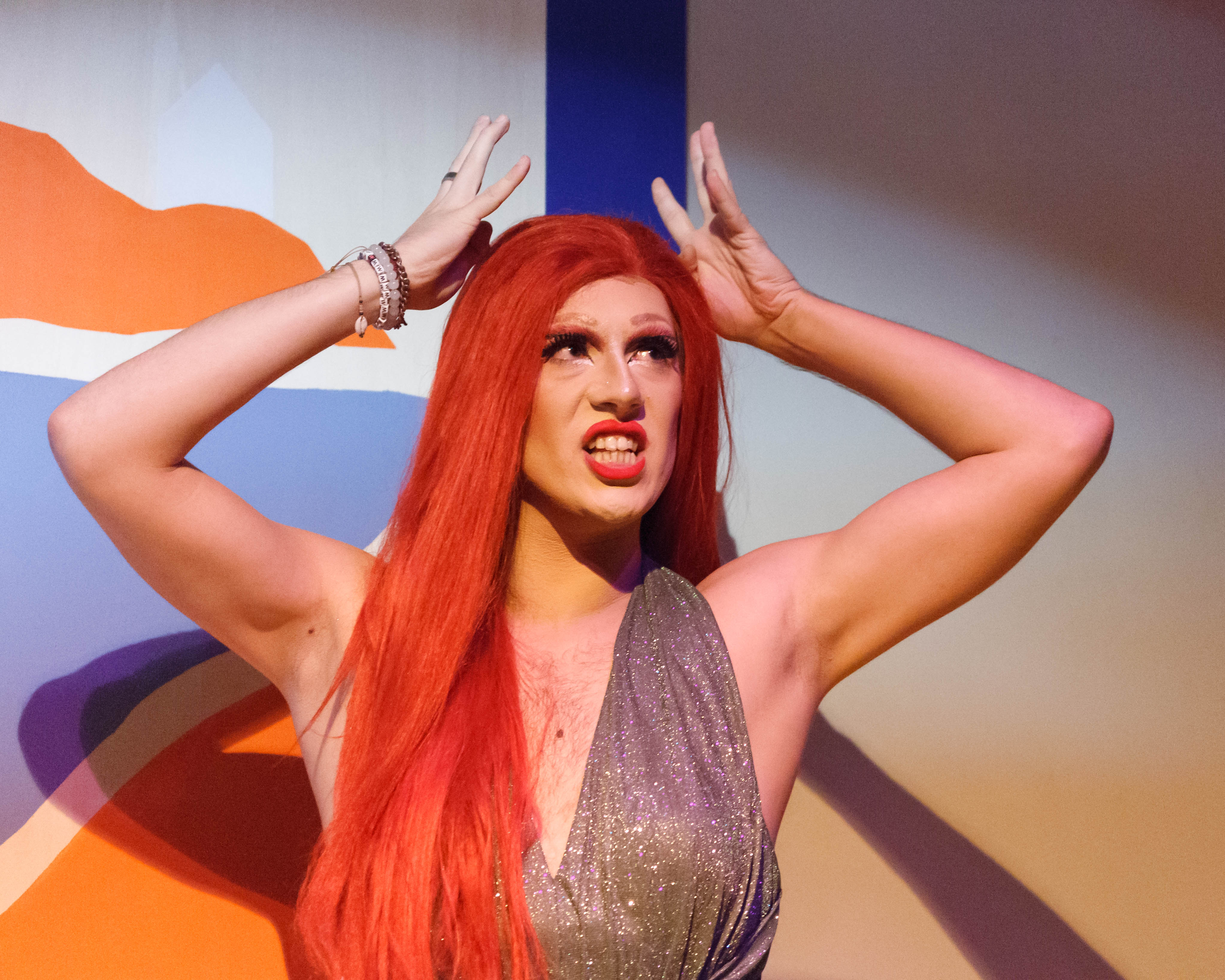
Emily Tante en 2023

Le Sidragtion est un évènement caritatif inspiré des initiatives de houses drags néerlandaises. Depuis le début des années 2000, celles-ci mènent en effet des opérations de levée de fonds pour la lutte contre le sida chaque 1er décembre (journée mondiale de lutte contre le sida). En France, c'est au Sidaction que sont reversés les fonds récoltés lors du Sidragtion,,.
La première édition du Sidragtion a lieu à Paris en 2016, à l'initiative de trois drag queens de la capitale : Enza Fragola, Minima Gesté et Emily Tante. À cette occasion, treize participantes circulent dans les rues et les bars du Marais pour recueillir des fonds à l'aide de tirelires. Elles recueillent un peu plus de 2 000 €.

## Développement
D'autres villes rejoignent par la suite le mouvement et organisent leurs propres éditions de l'événement : Lille, Amiens, Montpellier... Les éditions se déroulent désormais à différents moments de l'année et plus seulement le 1er décembre.
Depuis, d'autres types d'évènements tels que des ventes aux enchères,, sont organisés à cette occasion.